# مسجد السيد عزيز الله
مسجد السيد عزيز الله هو مسجد تاريخي يعود إلى عصر القرن الثالث عشر الهجري، ويقع في طهران.